# 켈빈 해리슨 주니어
켈빈 해리슨 주니어(영어: Kelvin Harrison Jr., 1994년 7월 23일 ~ )는 미국의 배우이다. 공포 영화 《잇 컴스 앳 나잇》(2017)으로 주목을 받기 시작하였으며, 이를 통해 2017년 제27회 고섬 어워드 신인상 후보에 올랐다. 《웨이브스》(2019)로 2020년 제73회 영국 아카데미 영화상 신인상을 수상하고 《루스》(2019)로 2019년 제35회 인디펜던트 스피릿 어워드 남우주연상 후보에 지명되면서 더 폭넓은 인지도를 얻었다.

## 출연 작품

### 영화
- 엔더스 게임 (2013)
- 노예 12년 (2013)
- 잇 컴스 앳 나잇 (2017)
- 치욕의 대지 (2017)
- 어쌔신 걸스 (2018)
- 제이티 르로이 (2018)
- 몬스터 (2018, Monster)
- 몬스터즈 앤 맨 (2018, Monsters and Men)
- 웨이브스 (2019)
- 더 울프 아워 (2019)
- 루스 (2019)
- 나의 첫 번째 슈퍼스타 (2020)
- 트라이얼 오브 더 시카고 7 (2020)
- 더 포토그래프 (2020, The Photograph)
- 시라노 (2021)
- 엘비스 (2022)
- 슈발리에 (2022)
- 무파사: 라이온 킹 (2024) - 타카 역 (목소리)